# Ibicella parodii
Ibicella parodii ist eine von zwei Pflanzenarten der Gattung Ibicella in der Familie der Gemsenhorngewächse (Martyniaceae). Sie kommt in Südamerika vor.

## Beschreibung

### Vegetative Merkmale
Ibicella parodii lebt als einjährige krautige Pflanze. Sie bildet eine kräftige Rübenwurzel. Der Stängel wächst niederliegend bis aufrecht.
Die gegenständigen Blätter sind eiförmig, die Spreiten werden bis 20 cm lang und sind ganzrandig. Die Blattspitze ist rundspitzig.

### Generative Merkmale
Die Blütezeit liegt zwischen Dezember und April des Folgejahres. Es wird ein Blütenstand gebildet. Die Tragblätter sind elliptisch-lanzettlich und die Deckblätter sind länglich bis rundlich.
Die zwittrigen Blüten sind zygomorph mit doppelter Blütenhülle. Die Kelchblätter sind bei einer Länge von bis zu 1,5 cm elliptisch bis lanzettlich. Die glockenförmige und zweilippige Blütenkrone ist 2 bis 3,5 cm lang und kräftig gelb. Der verengte Teil der Kronröhre ist 9–10 mm lang.
Die Früchte mit abfallendem Perikarp sind lang geschnäbelt. Die holzige Kapselfrucht ist länglich und ohne Hörner bis 8 cm lang. Sie ist entlang der Bauch- und Rückennaht spärlich mit dornigen oder stacheligen Fortsätzen von bis zu 1 cm Länge bedeckt. Die gebogenen Hörner werden 1,25 bis 1,5 mal so lang wie die Kapsel, mit einem distalen Fortsatz von unvollständig aufgehenden Geweben zwischen den beiden Hörnern. Die Samen mit korkiger Samenschale sind schwarz und dreieckförmig.

## Ökologie
Ibicella parodii dürfte wie ihre sehr nahe Verwandte Ibicella lutea präkarnivor sein.

## Vorkommen
Ibicella parodii wächst ausschließlich auf den östlichen Vorhügeln der Anden in Argentinien, Bolivien und an der äußersten Westgrenze von Paraguay. Sie gedeiht hauptsächlich in offenen und sonnigen, halbtrockenen Wüsten und Salzwüsten, so zum Beispiel in der Region Gran Chaco in Paraguay.

## Systematik
Ibicella parodii wurde 1938 von Delia Abbiatti entdeckt. Der Gattungsname Ibicella ist dem lateinischen Wort Ibex für „Steinbock“ entlehnt und bezieht sich auf die gebogenen Hörner der Kapselfrüchte. Der Artenname ehrt den argentinischen Botaniker Lorenzo Raimundo Parodi.
Ibicella parodii sieht ihrer Schwesterart, Ibicella lutea, recht ähnlich, besonders bezüglich ihrer Blüten (beide Arten sind gelbblühend) und der Kapselfrüchte. Ibicella parodii unterscheidet sich jedoch zunächst von Ibicella lutea durch den zusätzlichen Fortsatz zwischen den „Hörnern“ der Kapsel. Des Weiteren trägt Ibicella lutea größere Blüten. Außerdem unterscheidet sich das Vorkommensgebiet beider Arten.
Trivialnamen für Ibicella parodii (Abbiatti) sind Teufelskralle, Pepino silvestre, Cuerno del diablo.